# Larry Allen Abshier
Larry Allen Abshier (Urbana, Illinois, 1943 - 11 juillet 1983) est l'un des quatre soldats américains qui ont déserté en Corée du Nord après la guerre de Corée.

## Défection
Abshier abandonne son poste en Corée du Sud en mai 1962, quand il s'enfuit de sa base et traverse la zone démilitarisée en Corée du Nord. Il est pendant trois mois le seul Américain dans la république populaire démocratique de Corée, jusqu'à ce que le soldat James Joseph Dresnok fasse défection en août 1962.
En 2006, dans le film documentaire Crossing the Line, Dresnok raconte sa surprise en voyant un visage blanc au réveil. « J'ai ouvert les yeux. Je ne le croyais pas moi-même. Je les ferme de nouveau. Je dois être en train de rêver ! J'ouvre à nouveau mes yeux, je regarde, et [je lui demande] "Par l'enfer qui êtes-vous?" Il me répond, "je suis Abshier." "Abshier? Je ne connais pas d'Abshier" »
Abshier et trois autres Américains, James Joseph Dresnok, Charles Robert Jenkins, et Jerry Wayne Parrish, ont joué dans plusieurs autres films de propagande comme Des Héros sans nom, en prenant le rôle des  "méchants Américains". Leur participation à ces films les transforme en célébrités. Abshier et les trois autres déserteurs deviennent un élément rêvé pour la propagande nord-coréenne, qui met soigneusement  en scène des photos divulguées par la suite à l'extérieur du pays. Dans ce qui est conçu pour ressembler à une Corée du Nord utopique, les hommes semblent toujours insouciants et heureux.

## La vie en Corée du Nord
Charles Jenkins a écrit dans son livre The Reluctant Communist (Communiste malgré moi) qu'Abshier avait du mal à converser en coréen, mais qu'il était fasciné par les mots et passait des heures à étudier le vocabulaire à partir de journaux. Jenkins a indiqué que les quatre ont été transférés dans une maison d'une pièce de Mangyongdae-guyok en juin 1965, où ils ont vécu ensemble pendant plusieurs années et qu'ils ont été obligés de lire et de mémoriser des passages de Kim Il Sung. Jenkins a affirmé que Dresnok aurait maltraité Abshier à ce moment, par exemple, en créant du désordre et en exigeant alors que Abshier le nettoie. Jenkins décrit Abshier comme "un simple, doux, de bonne volonté, plus qu'un peu stupide et facile à exploiter".
Pendant un certain temps, Dresnok et Parrish surnomment péjorativement Abshier "Lennie" en référence au personnage niais de John Steinbeck dans le roman Des Souris et des Hommes. Abshier n'a jamais résisté à l'intimidation jusqu'à ce que Jenkins le convainque de le faire. Finalement, Dresnok "fait un geste" sur Abshier, mais Jenkins le défend en frappant Dresnok, après quoi Dresnok transfère son animosité envers Jenkins. Abshier, comme Dresnok, Parrish et Jenkins, se voient « offrir » une femme nord-coréenne afin qu'elle serve de cuisinière et de guide, et qu'elle ait des relations sexuelles avec eux. Ces femmes étaient considérées infertiles, ayant divorcé après un certain nombre d'années de mariage sans enfants. Lorsque la femme d'Abshier tombe enceinte, cependant, elle est enlevée par le régime.
Plus tard, Abshier épouse une autre femme. Dans Crossing the line, Dresnok prétend qu'elle était coréenne, mais dans The Reluctant Communist, Jenkins affirme que c'était une Thaïlandaise nommée Anocha Panjoy qui a été donnée à Abshier par le gouvernement nord-coréen. D'après Jenkins, c'était une ancienne prostituée qui travaillait en tant que masseuse à Macao quand elle a été enlevée par des agents Nord-coréens et emmenée en Corée du Nord. Peu de temps après, en 1978, elle a été « donnée » à Abshier. Le récit de son enlèvement a été accueilli avec scepticisme, jusqu'à ce que Jenkins publie une photographie d'elle en Corée du Nord, ouvrant la possibilité que la Corée du Nord ait enlevé des citoyens d'autres pays, en plus de ceux kidnappés au Japon. Abshier et sa seconde femme n'avaient pas d'enfants. Après la mort d'Abshier, Anocha est emportée[pas clair], prétendument pour se marier avec un Allemand.

## Mort
Abshier meurt subitement le 11 juillet 1983 peu après minuit, d'une crise cardiaque à Pyongyang, à l'âge de 40 ans. Jenkins a écrit qu'il était un voisin d'Abshier à l'époque, et que la femme d'Abshier, Anocha, l'a appelé pour avoir de l'aide au moment de l'incident. Lorsque Jenkins arrive sur place, Abshier est déjà dans un état critique et décède peu après. Ses funérailles ont été financées par l'État nord-coréen.